# 동부로 (진주시)
동부로(Dongbu-ro)는 대한민국의 경상남도 진주시 가좌동에서 시작하여, 이반성면을 거쳐 연결하는 도로이다.

## 노선 경로
- 개양오거리 - 진주대로, 진마대로
- 거리 명칭 미상 - 수목원로

## 주요 건물 및 시설
- 반성시외버스터미널 - 경상남도 진주시 일반성면 동부로 1946
- 진주외국어고등학교 - 경상남도 진주시 일반성면 동부로 2014-6

## 같이 보기
- 국도 제2호선 (기존 도로)